# 3331 Kvistaberg
3331 Kvistaberg eller 1979 QS är en asteroid upptäckt 22 augusti 1979 av den svenske astronomen Claes-Ingvar Lagerkvist vid La Silla-observatoriet. Asteroiden har fått sitt namn efter Kvistabergs observatorium, där flera asteroider har upptäckts.